# Kurihara

Kurihara (栗原市 Kurihara-shi?) este un municipiu din Japonia, prefectura Miyagi.